# Weißes Minarett

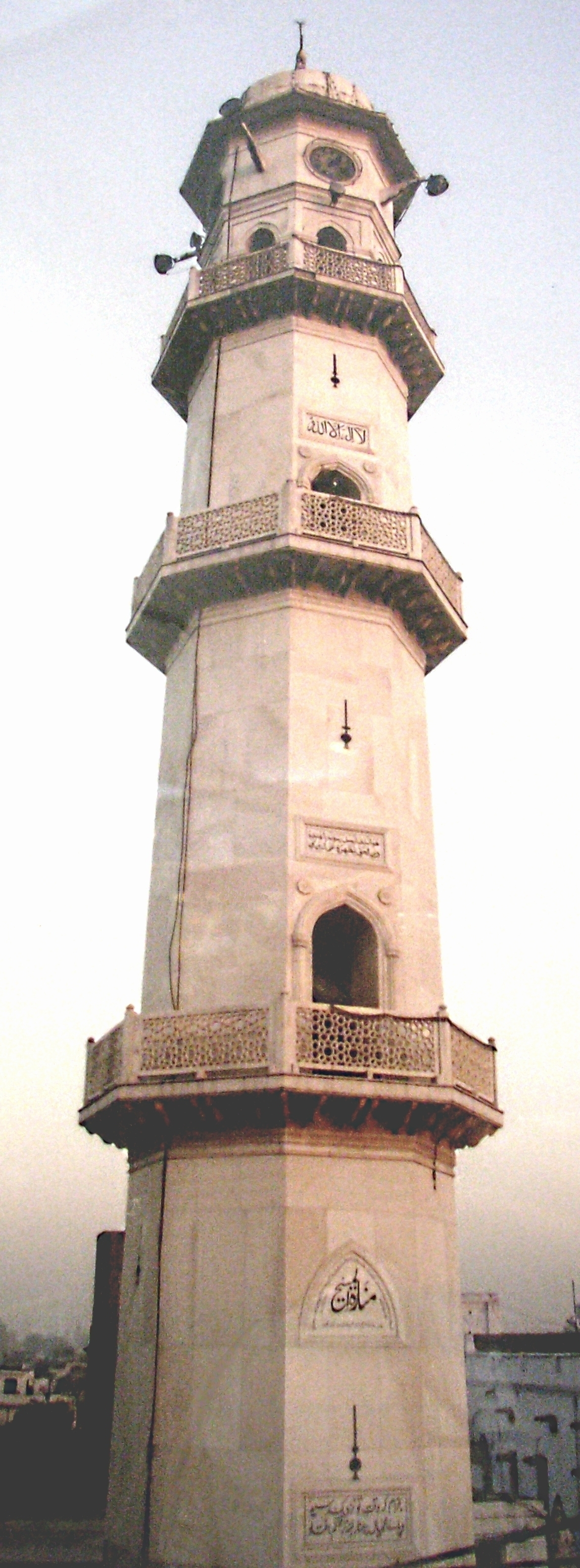
Das Weiße Minarett

Das Weiße Minarett (Urdu منارۃ المسیح Minarat ul-Massih, deutsch ‚Minarett des Messias‘) ist ein Turm in Qadian, Indien (Bundesstaat Punjab). Das 32 Meter hohe Minarett befindet sich im Hof der Aqsa-Moschee, neben der Mubarak-Moschee.

## Hintergrund
Laut einer Überlieferung des Propheten Mohammed werde der Messias östlich von Damaskus auf einem „weißen Minarett“ herabsteigen. Die sunnitische Theologie geht davon aus, dass Jesus vom Ostminarett der Umayyaden-Moschee herabsteigen wird. Mirza Ghulam Ahmad identifizierte dieses Minarett jedoch mit seinem 3644 km östlich von Damaskus liegenden Heimatort Qadian.
Der Begründer der Ahmadiyya, Mirza Ghulam Ahmad, erklärte 1891, von Gott zum Messias erwählt worden zu sein. Er berief sich auf die Aussage Mohammeds und interpretierte diese neu. Demnach würde die Wahrheit des Islams wie ein Minarett auf solch einer Höhe emporragen, dass seine Überlegenheit über alle Religionen herstellen wird. Um die so interpretierte Prophezeiung im wörtlichen Sinne zu erfüllen, ließ er ein Minarett in seiner Heimatstadt bauen. Nachdem die Behörden die Einsprüche der überwiegend hinduistischen Einwohner zurückwies, wurde am 13. März 1903 im Hof der 1876 errichten Aqsa-Moschee der Grundstein für das Minarett gelegt. Aufgrund fehlender Finanzmittel wurden die Bauarbeiten wieder eingestellt. Erst durch Mirza Baschir ud-Din Mahmud Ahmad wurden am 27. November 1914 die Arbeiten wieder aufgenommen und 1916 vollendet. Das Minarett hat eine Höhe von 32 Metern. Das Minarat ul-Massih steht heute unter Denkmalschutz.

## Symbolwirkung
Das Weiße Minarett ist ein Symbol und Erkennungszeichen der Ahmadiyya und findet sich in der Fahne dieser Glaubensgemeinschaft wieder. Nach Auffassung der Ahmadiyya bedeutet es, dass von dort aus eine neue Zeit für die Menschheit beginne und der Adhān in alle vier Himmelsrichtungen gerufen werden solle.